# Mk48

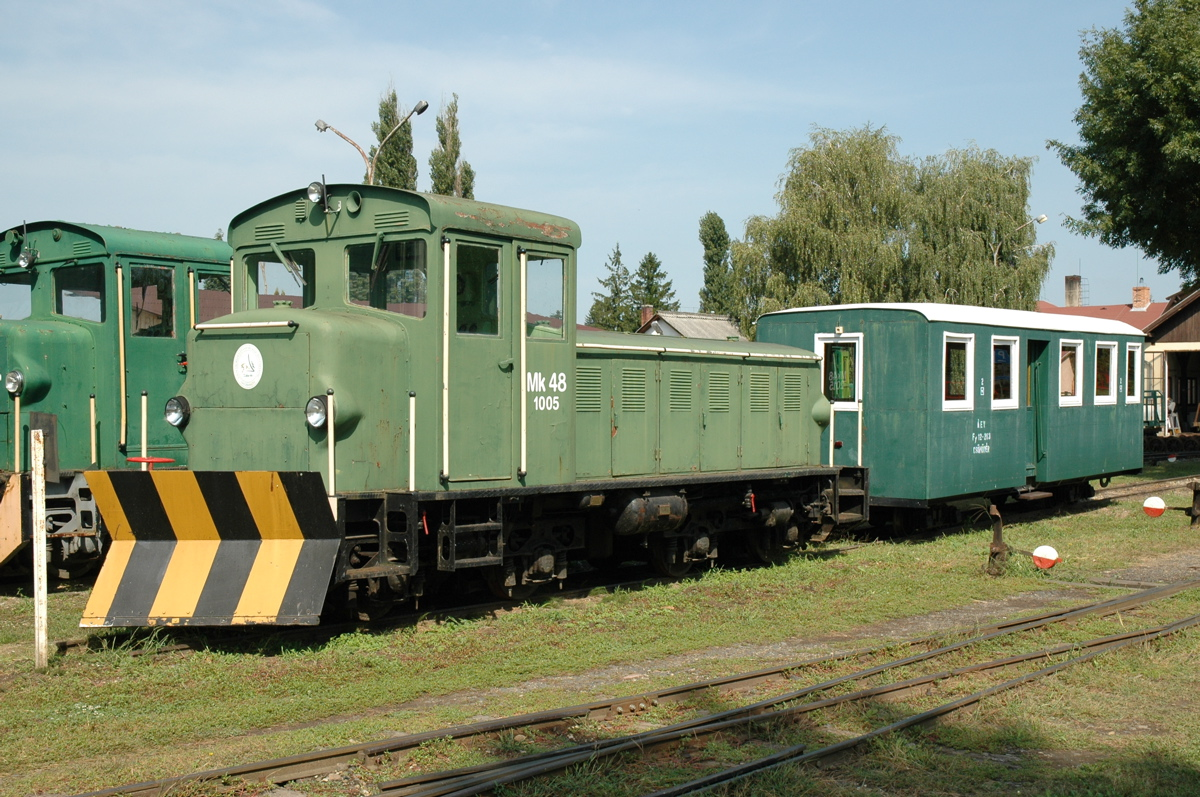
Csömödéren a hidraulikus és a mechanikus

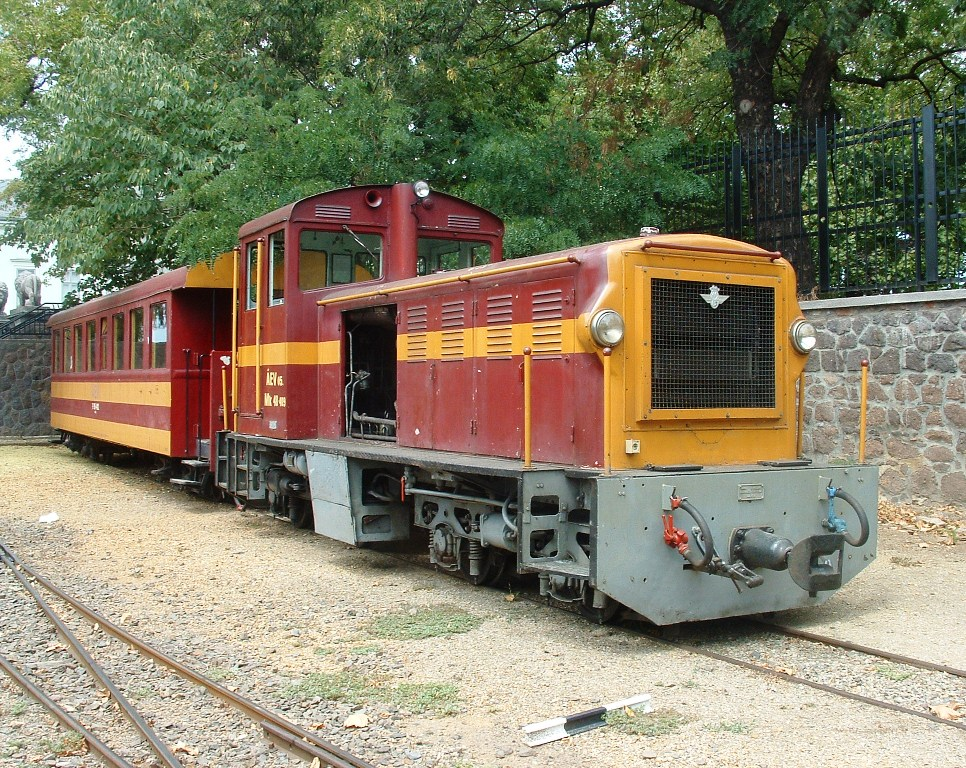
A Mátravasúton

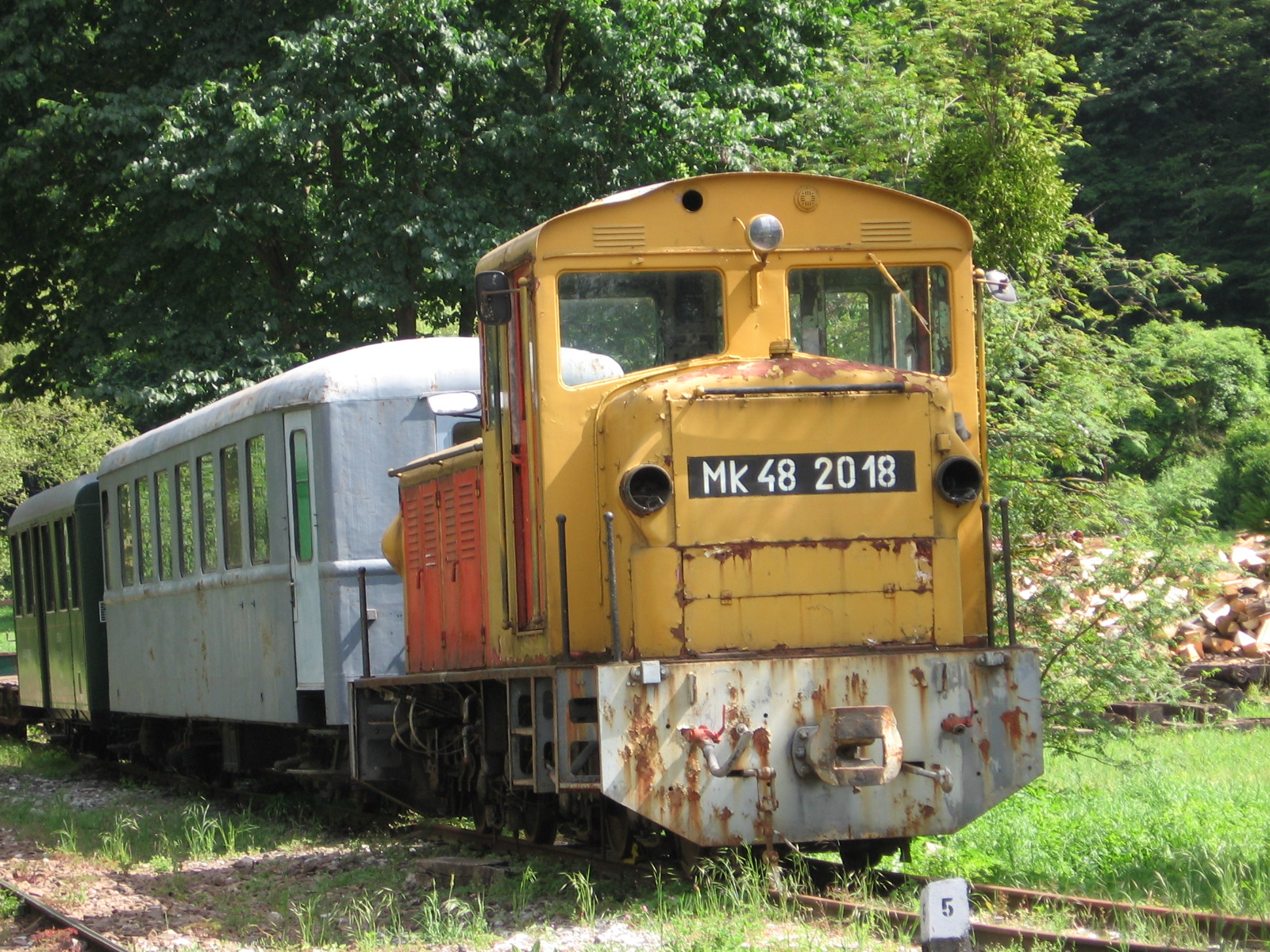
A királyrétről vásárolt Mk48 2018 pályaszámú mozdony Szilvásváradon

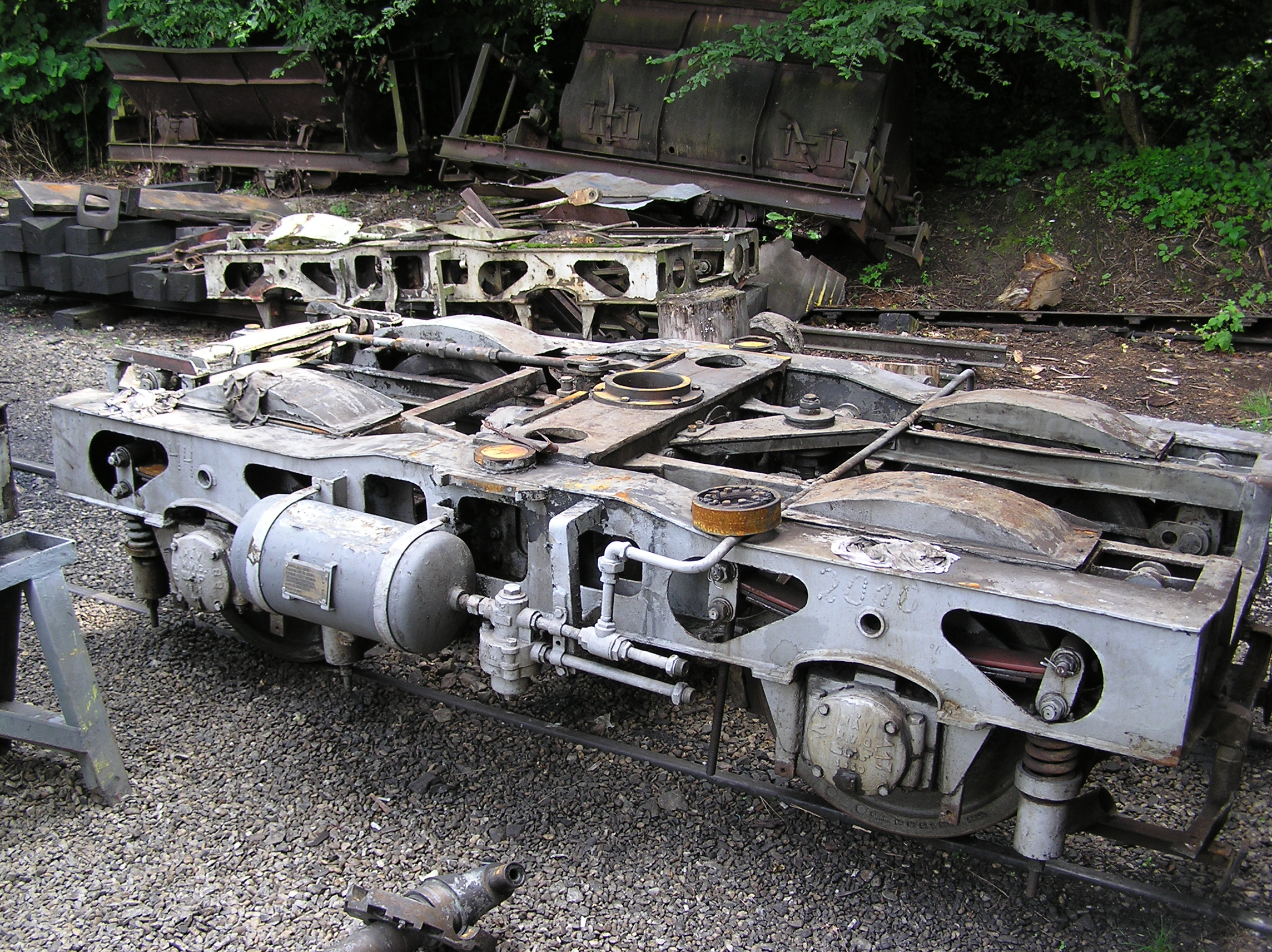
Forgózsámolyok

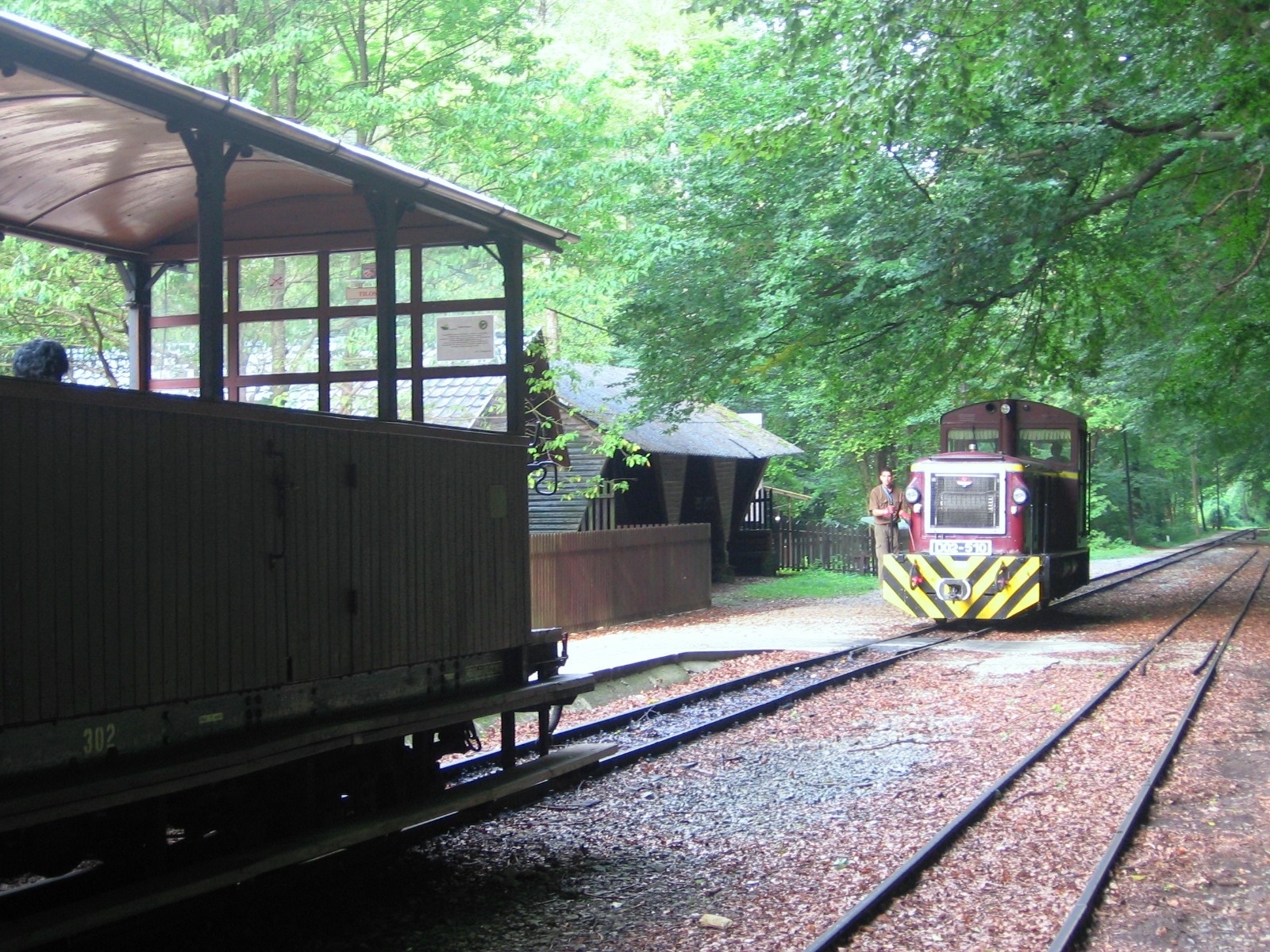
Lillafüredi Kisvasút, Garadna állomás

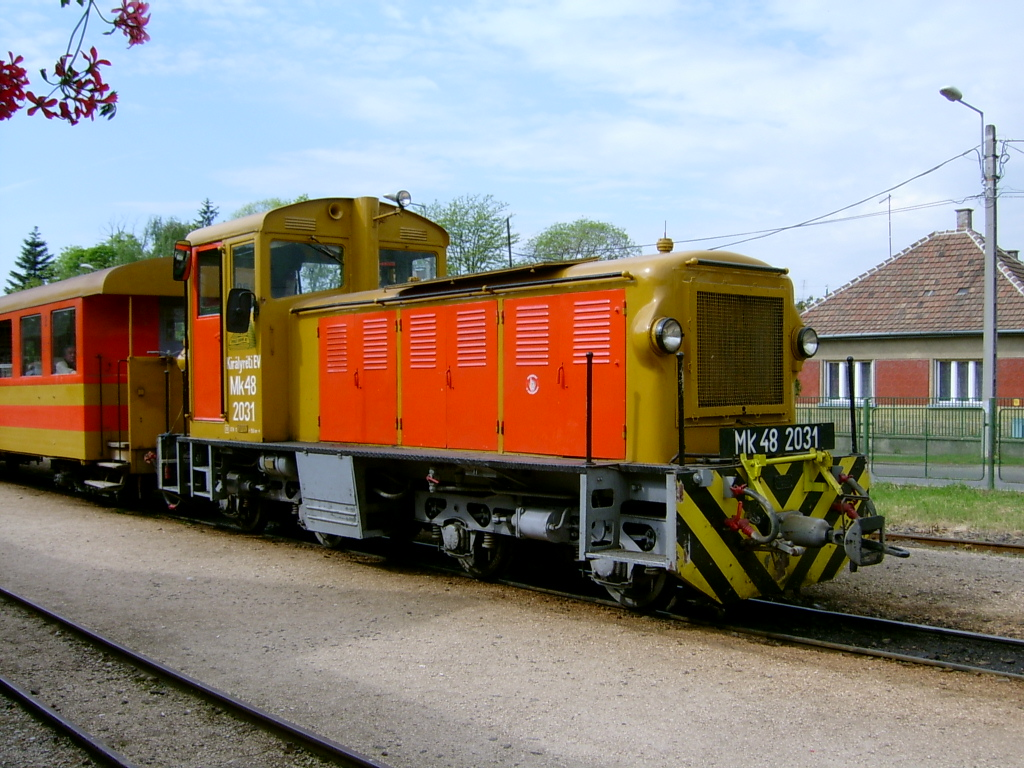
Királyréten

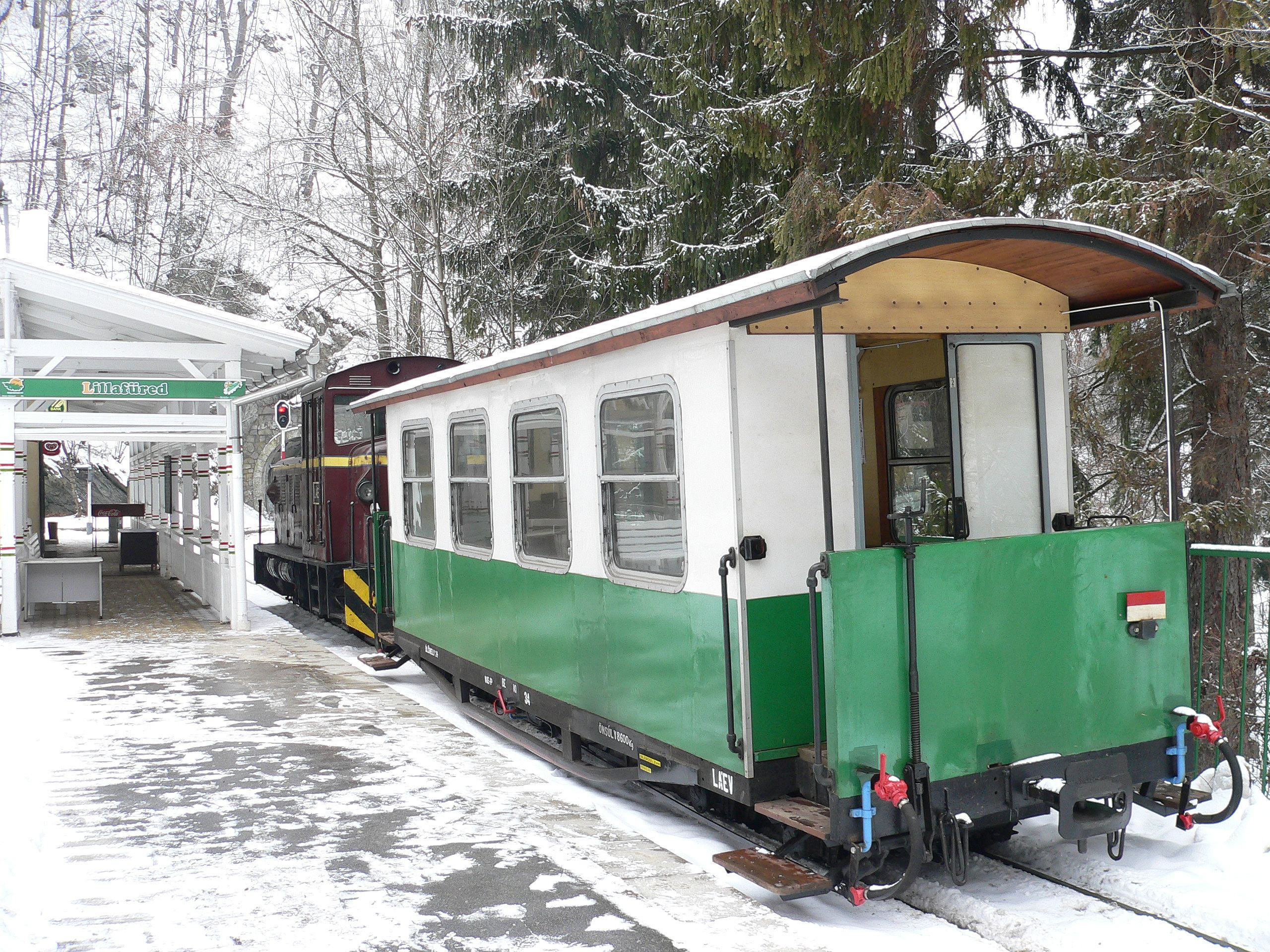
Lillafüreden

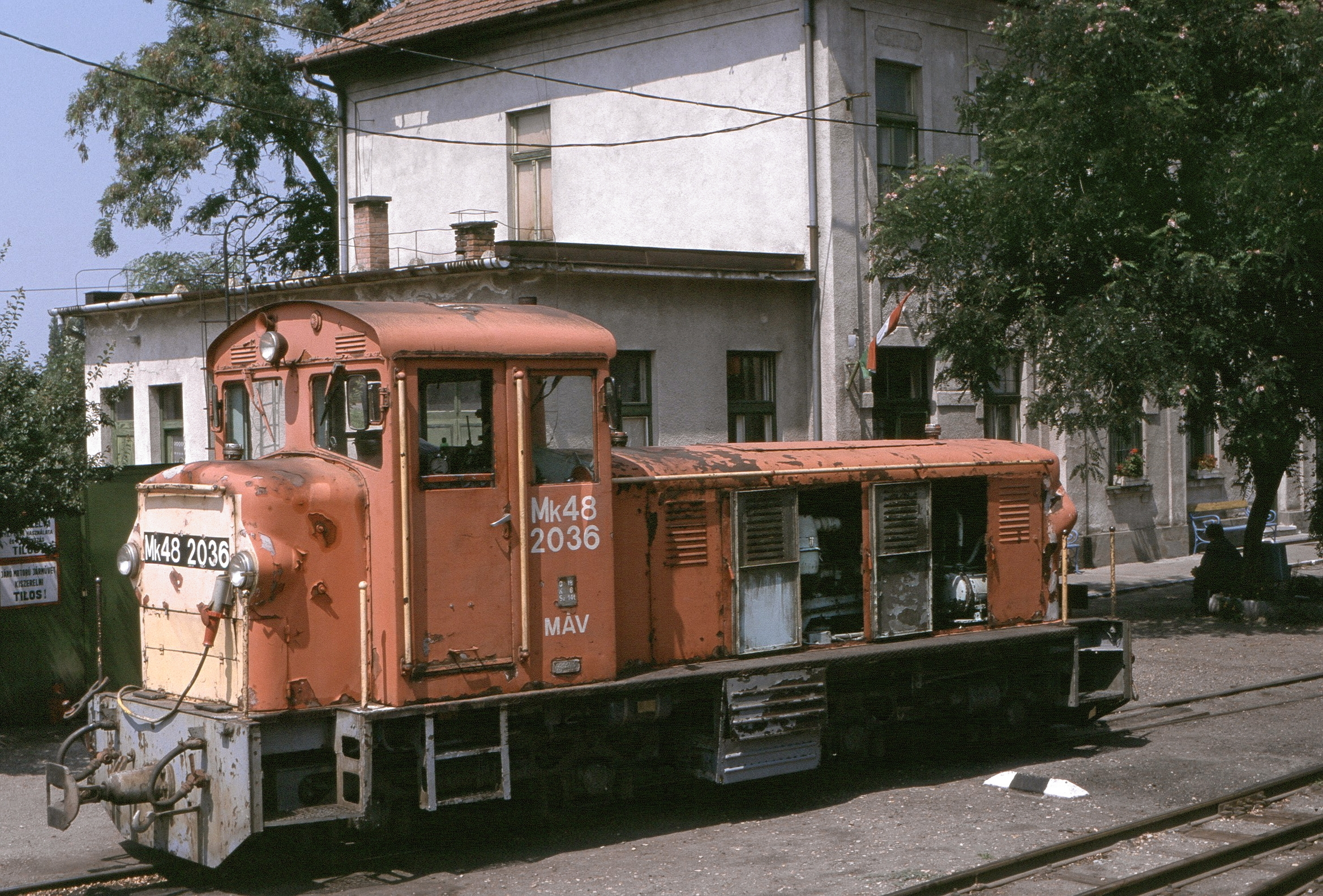
Kecskemét

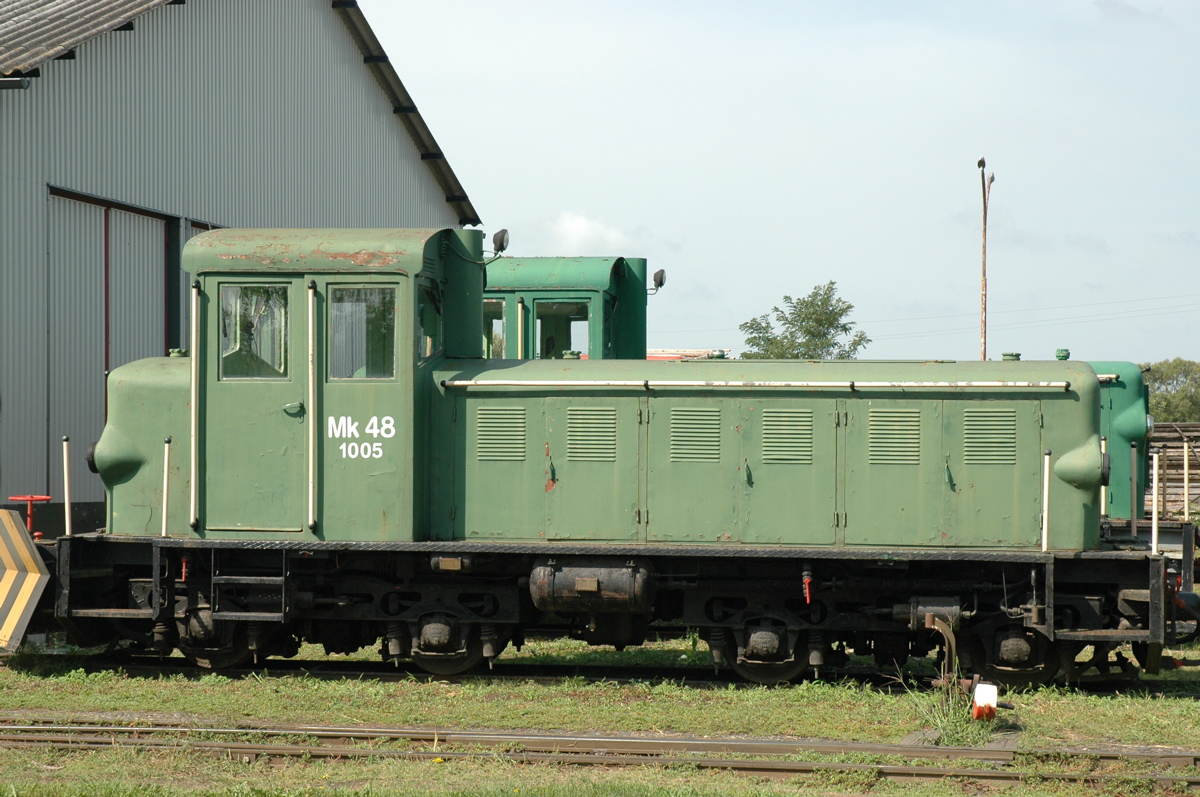
Csömödér, Dízel-mechanikus

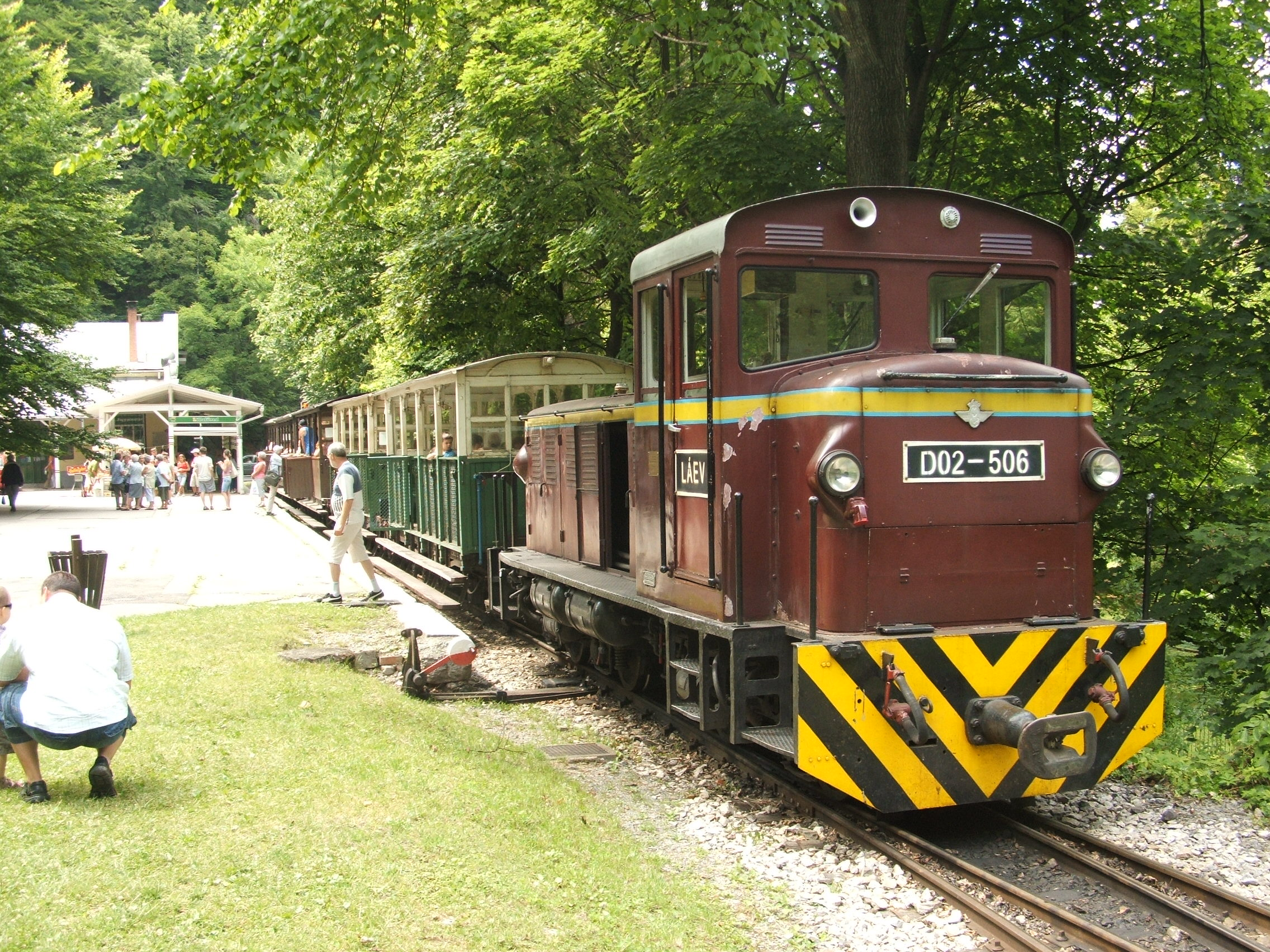
Lillafüred

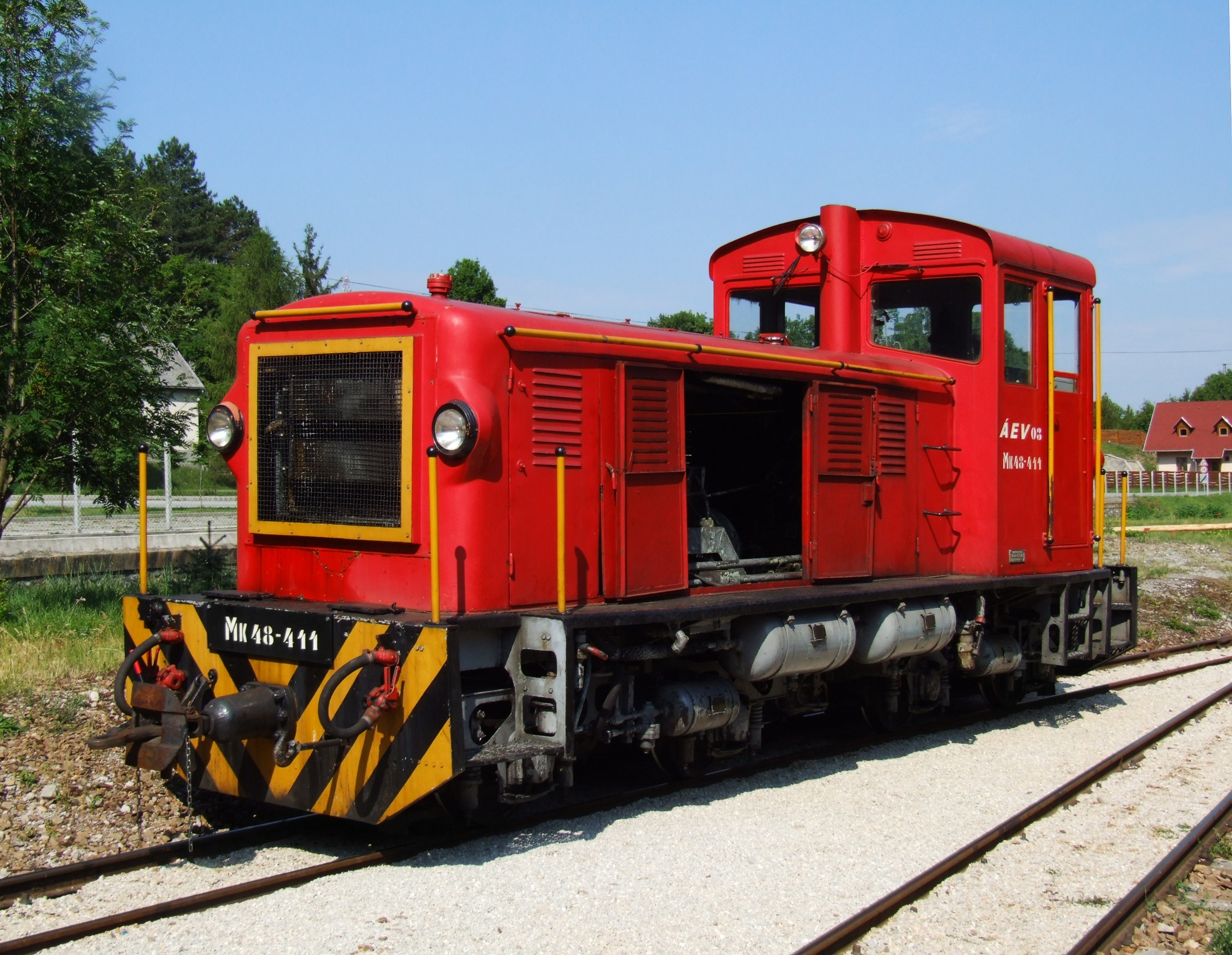
Szilvásvárad

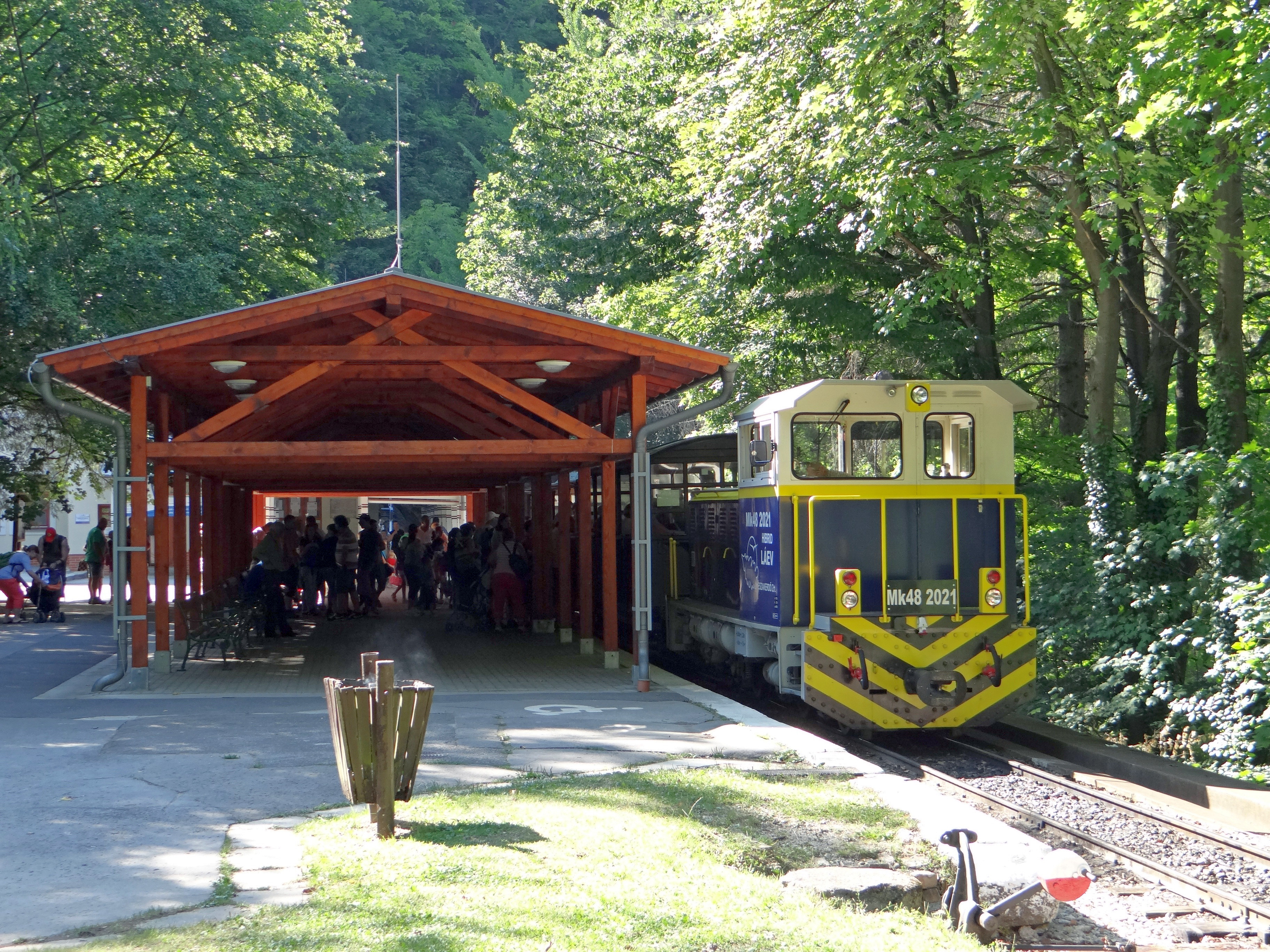
Lillafüred

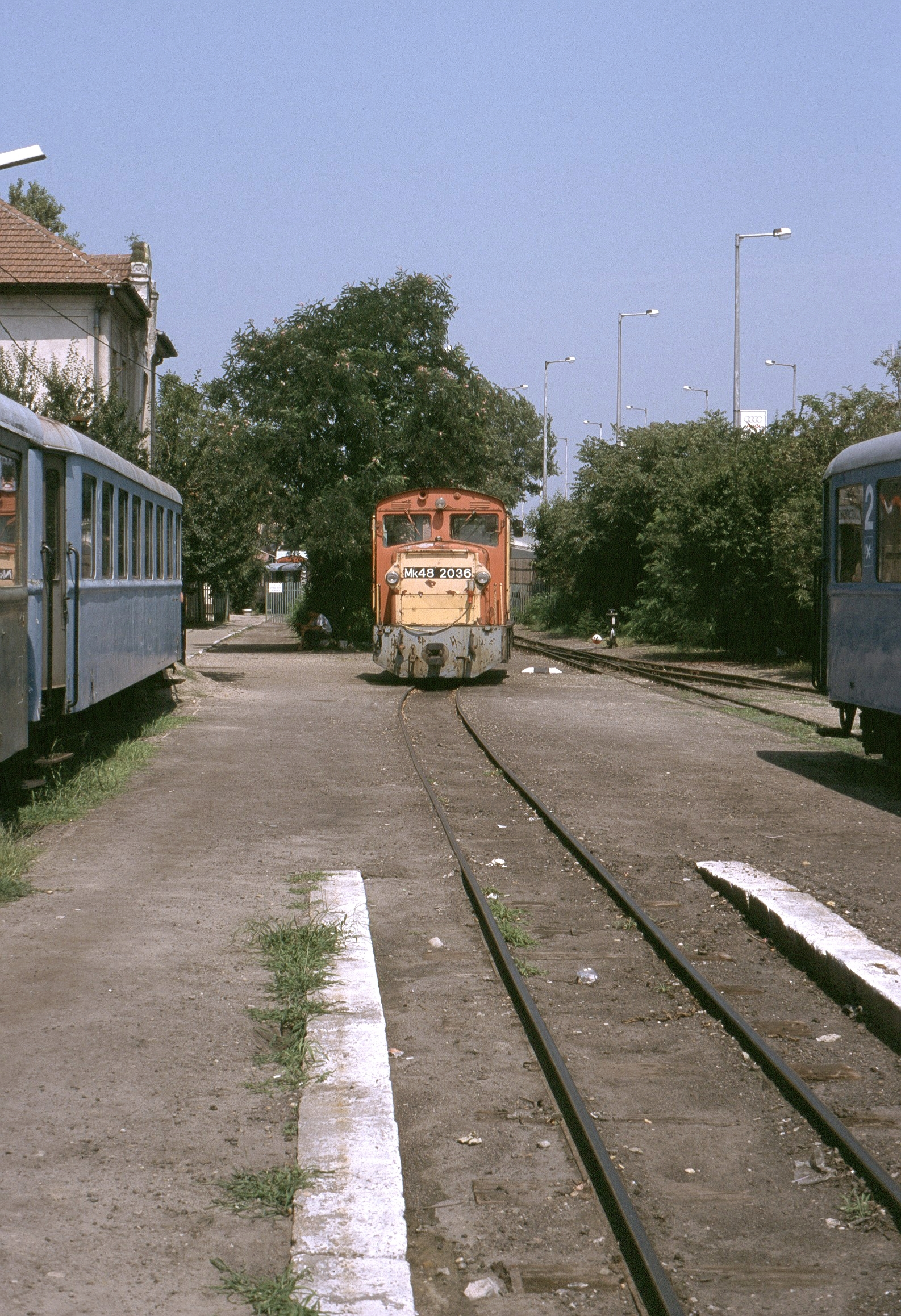
Kecskemét

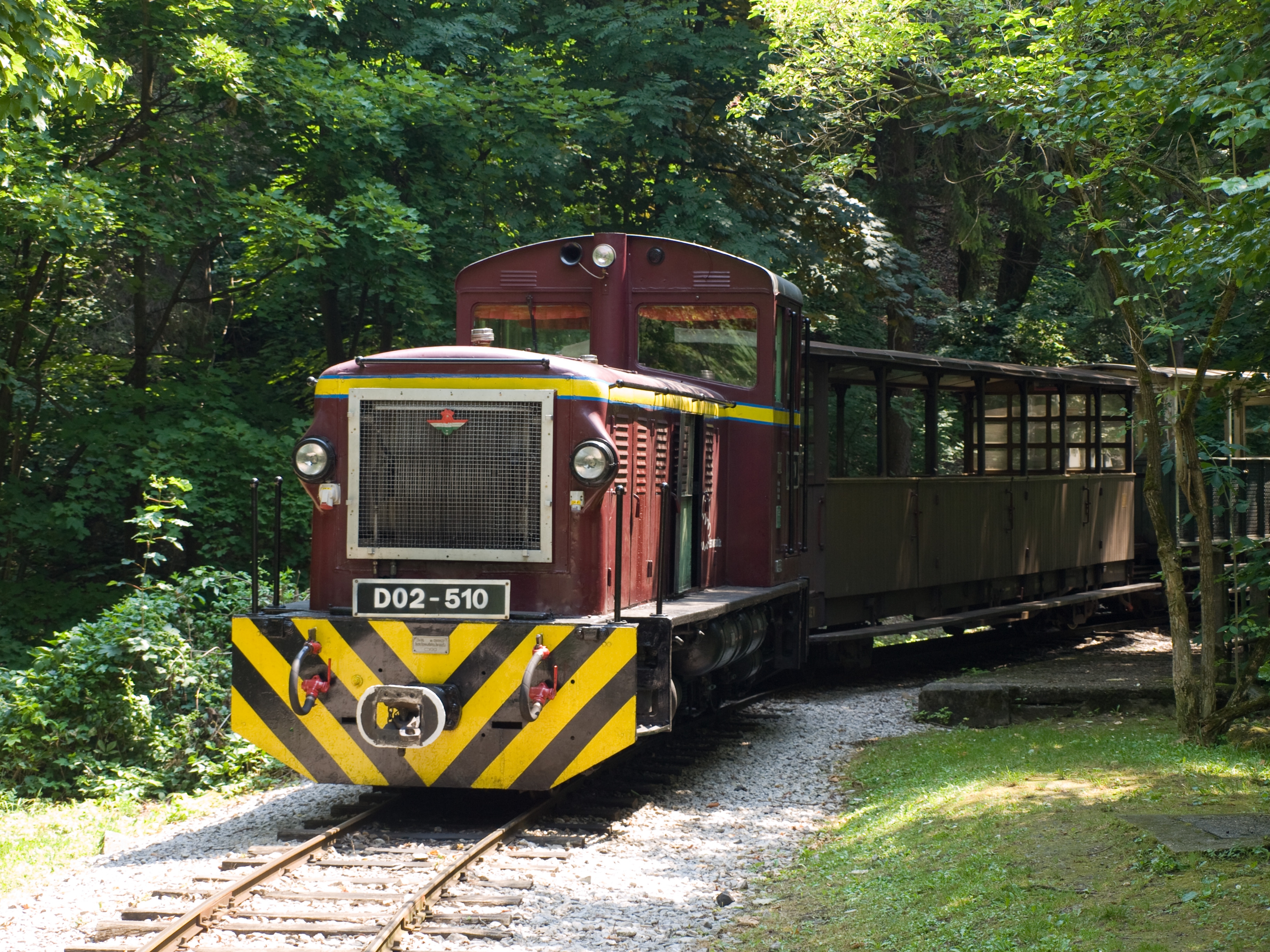
Lillafüred

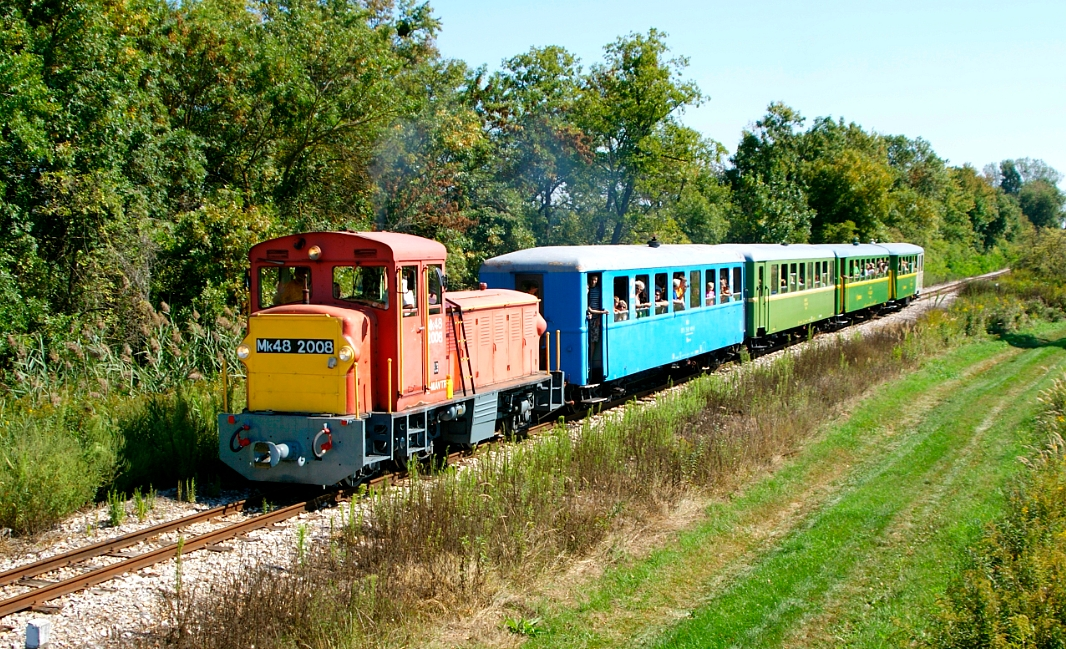
Balatonfenyves

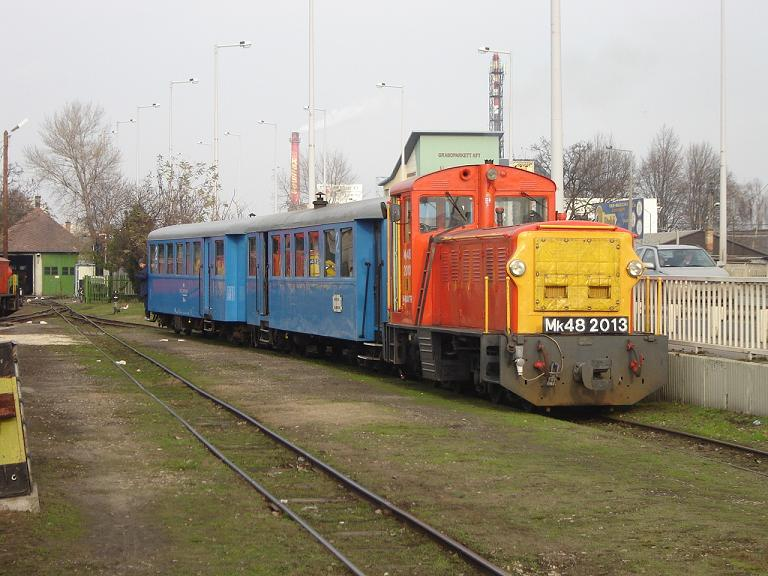
Kecskemét

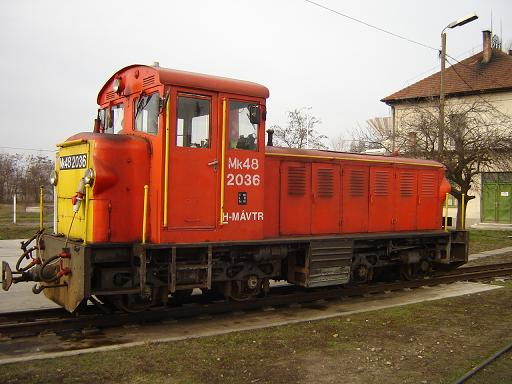
Kecskemét

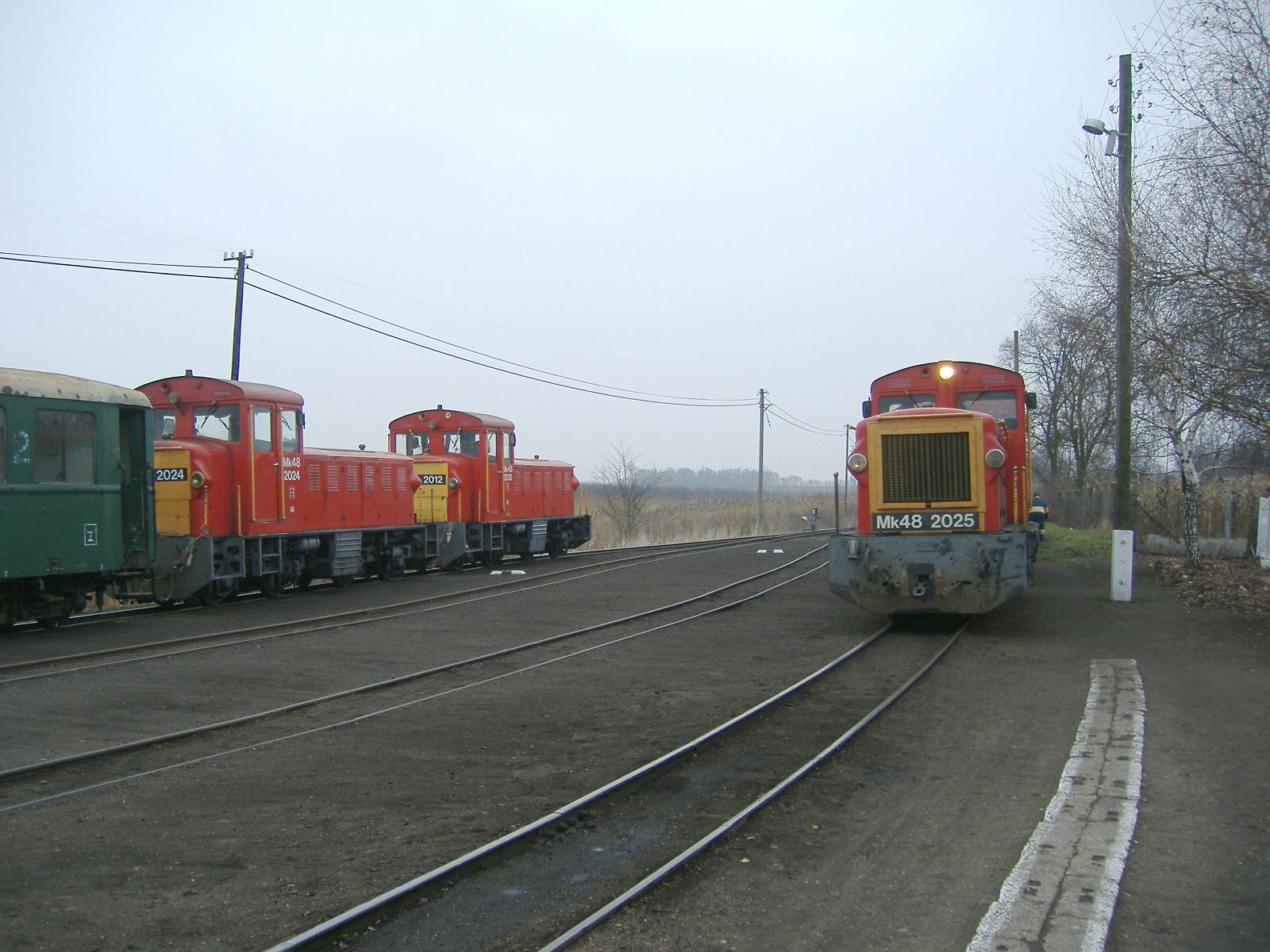
Nyíregyháza (Hermina-tanya állomás)

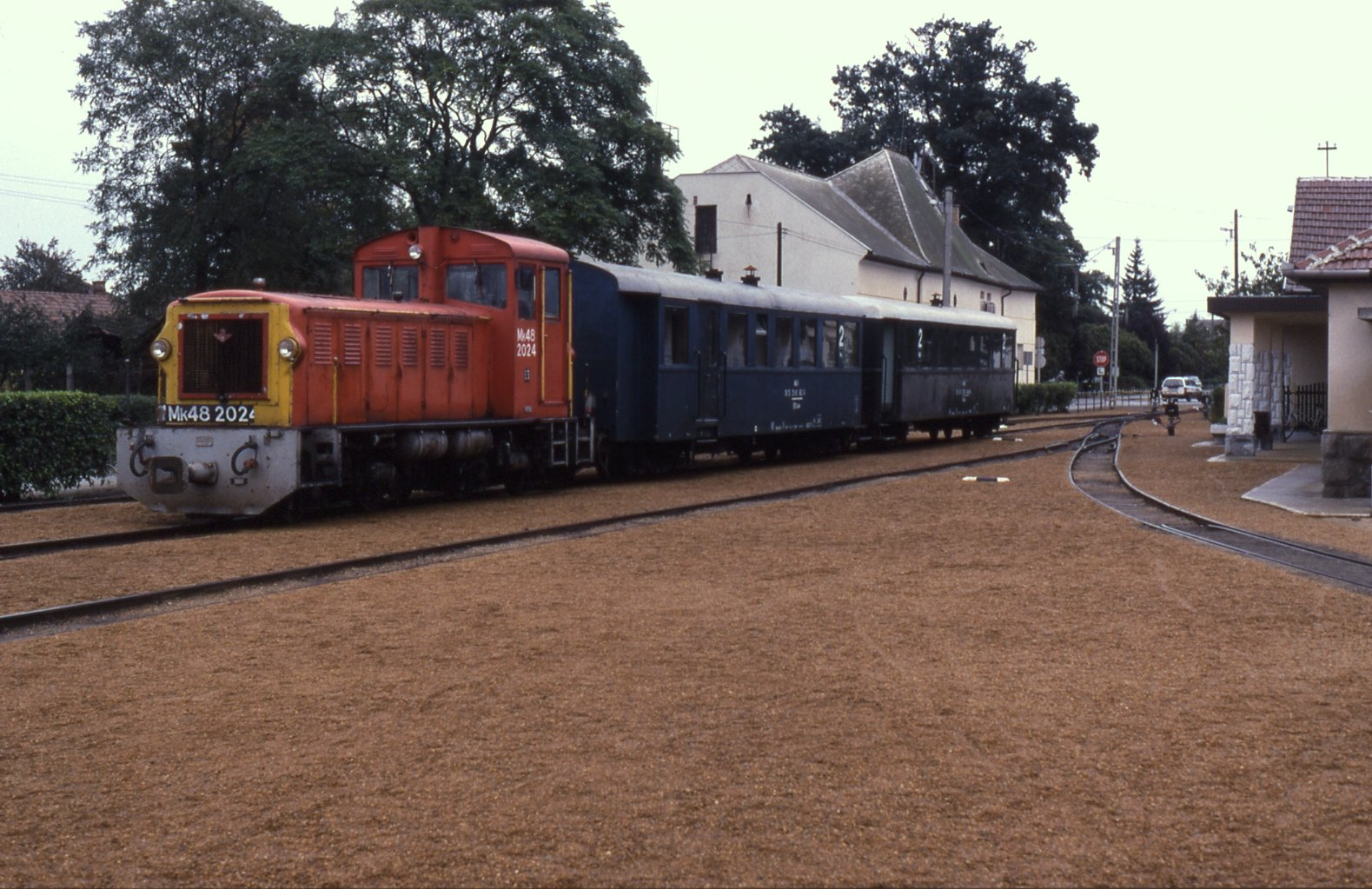
Nyíregyháza (Dombrád állomás)

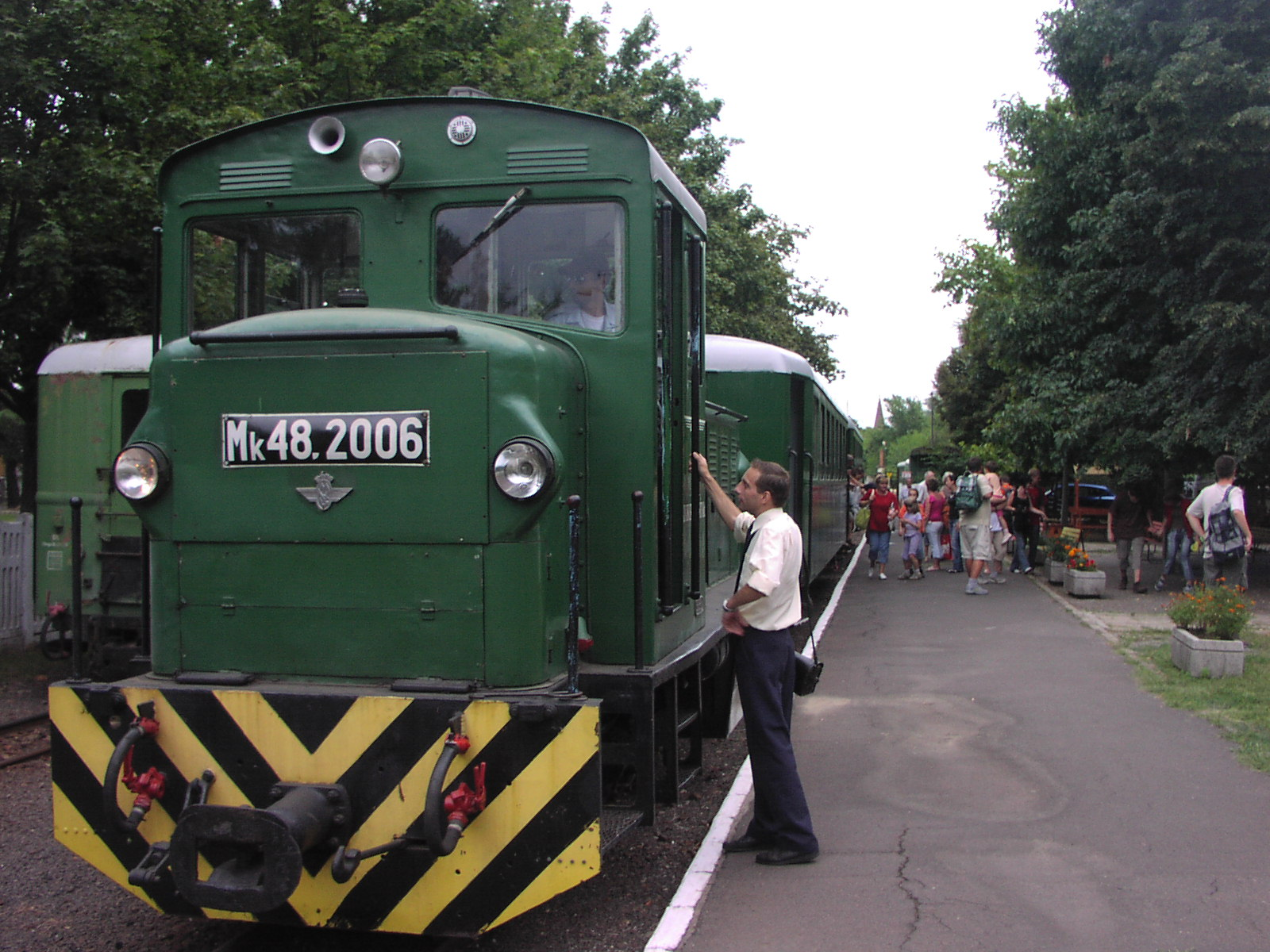
Debrecen, Zsuzsi-vasút

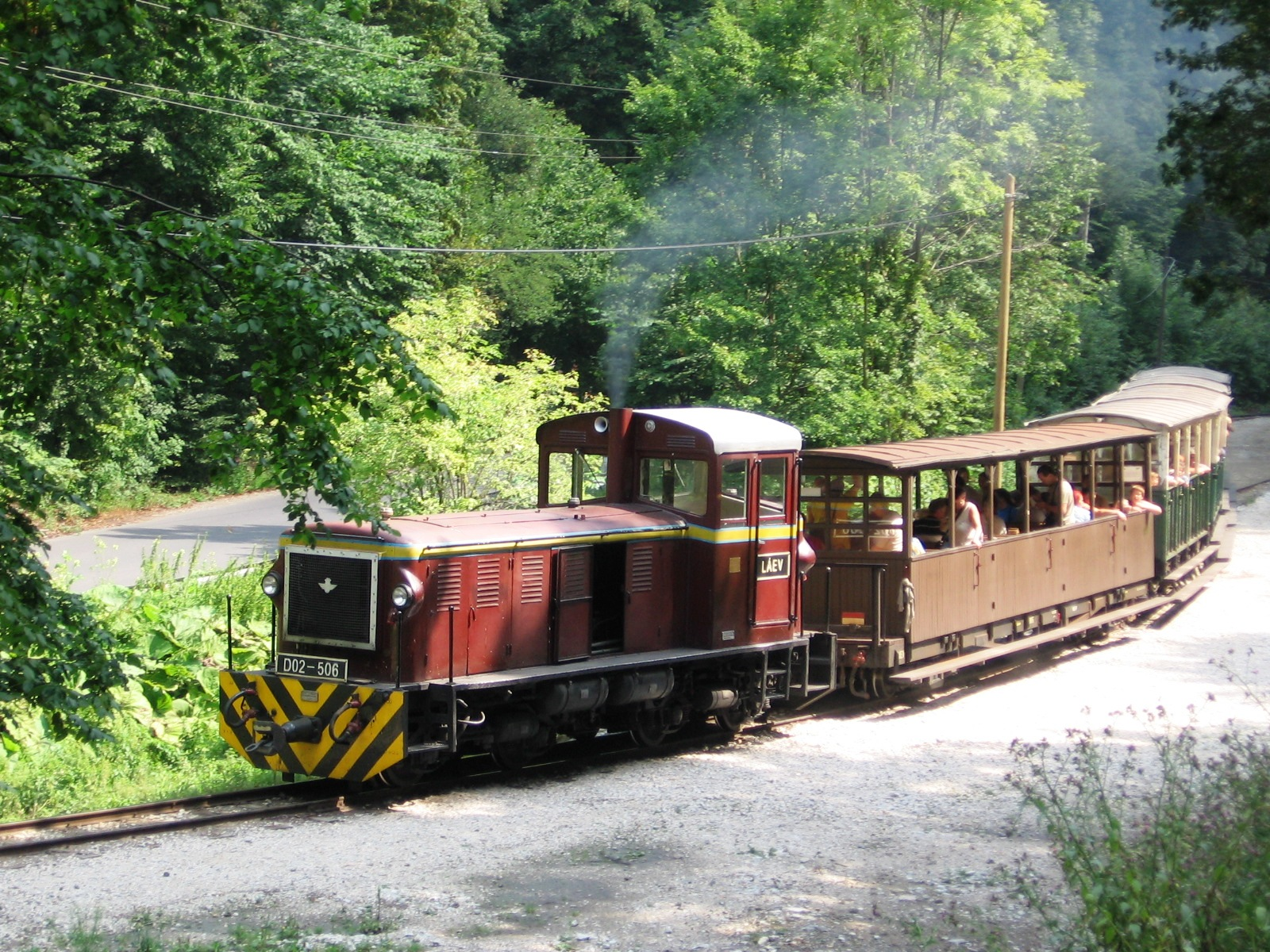
Lillafüredi kisvasút, Fazola-kohó közelében

Az Mk48 sorozat a nem villamosított, keskeny nyomközű pályákra szánt B'B' tengelyelrendezésű dízel-mechanikus, illetve dízel-hidraulikus mozdony sorozat.

## Története
Az 1950-es évek végéig a győri Magyar Vagon- és Gépgyár több motorkocsit is készített kisvasúti forgalomra, így már némi tapasztalattal foghattak egy új mozdonytípus kifejlesztéséhez. A tervek között szerepelt egy kisebb és egy nagyobb teljesítményű dízelmozdony elkészítése. A kisebb teljesítményű mozdony alapjául az 1959-ben megjelent MÁV M28 sorozatú könnyű tolatómozdonyt vették. A motor a Ganz-gyár által már több helyen alkalmazott VI Jar 135/185 típusú, 88 kW teljesítményű dízelmotor továbbfejlesztett változata. A forgóváz szintén a Ganz-gyárban épített Camot sorozatú motorkocsik hajtott forgóvázának mintája alapján készült. Így a tervezett típus már kipróbált elemekből és szerkezetből állt össze. A gyártás 1958-ban kezdődött a mechanikus változattal, majd 1960-ban folytatódott a hidromechanikus változattal. A Rába 1961-ig összesen 52 db Mk48-ast gyártott magyar kisvasutaknak (12 mechanikus (M040), 40 hidromechanikus (M041)), de ezeken kívül Csehszlovákiába is szállítottak 10 darabot ebből a típusból (M042).

## Előfordulása Magyarországon
Összesen 51 darabot gyártottak a MÁV, 1 darabot a LÁEV (D02-508), és 10 darabot külföldre, Csehszlovákia részére.
A táblázat a jelenlegi állapotokat mutatják. A táblázat csak a közelmúltban még üzemképes mozdonyokra vonatkozik. 
| Dízel- mechanikus | Dízel- hidraulikus | Dízel- villamos hibrid | Összesen | A vasút neve                     |
| ----------------- | ------------------ | ---------------------- | -------- | -------------------------------- |
| 0                 | 0                  | 0                      | 0        | Almamelléki Állami Erdei Vasút   |
| 0                 | 4                  | 0                      | 4        | Balatonfenyvesi Gazdasági Vasút  |
| 1                 | 1                  | 0                      | 2        | Csömödéri Állami Erdei Vasút     |
| 0                 | 0                  | 0                      | 0        | Debreceni Vidámparki Kisvasút    |
| 0                 | 0                  | 0                      | 0        | Felsőtárkányi Állami Erdei Vasút |
| 0                 | 0                  | 0                      | 0        | Gemenci Állami Erdei Vasút       |
| 0                 | 1                  | 0                      | 1        | Gyermekvasút                     |
| 0                 | 0                  | 0                      | 0        | Hortobágy-halastavi Kisvasút     |
| 0                 | 0                  | 0                      | 0        | Kaszói Állami Erdei Vasút        |
| 0                 | 0                  | 0                      | 0        | Kemencei Erdei Múzeumvasút       |
| 0                 | 3                  | 0                      | 3        | Királyréti Erdei Vasút           |
| 0                 | 4                  | 1                      | 5        | Lillafüredi Állami Erdei Vasút   |
| 0                 | 3                  | 0                      | 3        | Mátravasút                       |
| 0                 | 0                  | 0                      | 0        | Mesztegnyői Állami Erdei Vasút   |
| 0                 | 0                  | 0                      | 0        | Nagybörzsönyi Erdei Vasút        |
| 0                 | 0                  | 0                      | 0        | Nagycenki Széchenyi Múzeumvasút  |
| 0                 | 0                  | 0                      | 0        | Pálházi Állami Erdei Vasút       |
| 0                 | 0                  | 0                      | 0        | Mecseki kisvasút                 |
| 0                 | 0                  | 0                      | 0        | Börzsöny Kisvasút                |
| 0                 | 2                  | 1                      | 3        | Szilvásváradi Erdei Vasút        |
| 0                 | 3                  | 0                      | 3        | Zsuzsi Erdei Vasút               |
| 0                 | 3                  | 0                      | 3        | Vál-völgyi kisvasút              |
| 1                 | 24                 | 2                      | 27       | Összes Magyarországi kisvasút    |

### Magyarországi állomásítások
Dízel-mechanikus változat:
| M492 001 (Mk48 1011) Gysz.: 01 1958. 09. Sárospatak 1959. Lillafüred 1960. 06. 02. Gyöngyös 1960. 06. 02. Átsz.: Mk48 1011 1963. 01. 20. Sárospatak Kecskemét 1967 előtt Békéscsaba 1975. 05. 16. Békéscsaba elbontva M492 002 (Mk48 1012) Gysz.: 02 1958. 09. 10. Sárospatak 1959. 08. 26. Lillafüred 1960. 12. Győr Oroszlány Átsz.: Mk48 1012 1964. 04. 03. Debrecen 1967. 10. 19. Mezőkovácsháza 1967 körül Békéscsaba elbontva? Mk48 1001 (D02-504) Gysz.: 08 1959. 12. 03. Békéscsaba 1970 előtt Szeged 1973. 05. 15. Lillafüred Átsz.: D02-504 1982 elbontva Mk48 1002 Gysz.: 09 1959. 12. 08. Szeged Békéscsaba 1974. 12. 09. Békéscsaba elbontva Mk48 1003 (D02-503) Gysz.: 03 1959. 08. 28. Szeged Békéscsaba Nyíregyháza 1973. 05. 15. Lillafüred Átsz.: D02-503 1982 elbontva? | Mk48 1004 Gysz.: 04 1959. 10. Nyíregyháza 1968 Kecskemét Szeged Selejtezés 1976. 01. 12. Kiállítva Szegeden Bebrits Szki. Kiállítva Domaszéken Mk48 005 (Mk48 1005) Gysz.: 05 1959. 09. 27. Sárospatak Átsz. 1959. 11. 13. Mk48 1005 1965. 02. 13. Békéscsaba 1976. 01. 12. Békéscsaba selejt Kiállítva Szeged, Bebrits Szakközépiskola Csömödér üzemben Mk48 1006 Gysz.: 06 1959. 10. 22. Nyíregyháza 1967 Kecskemét Nyíregyháza 1974. 12. 09. elbontva Mk48 1007 Gysz.: 07 1959. 10. 02. Kecskemét 1961 után Békéscsaba 1976. 03. elbontva Mk48 008 (MK48 1008, D02-505) Gysz.: 011 1959. 10. 25. Sárospatak Átsz. 1959. 11. Mk48 1008 1963. 11. 27. Oroszlány 1964. 04. 16. Békéscsaba 1976. 02. 17. Lillafüred Átsz. 1976. 02. 18. D02-505 donor Mk48 1009 Gysz.: 010 1959. 10. 30. Nyíregyháza 1968 Kecskemét 1976. 10. 07. elbontva Mk48 1010 Gysz.: 012 1959. 11. 29. Sárospatak 1960. 12. 10. vagy 1961. 03. 12. Oroszlány 1964. 04. 15. Békéscsaba 1976. 03. 04. elbontva |

Hidraulikus változat
| Mk48 2001 Gysz.: 014 1960. 06. 28. Sárospatak 1973 Kecskemét 1978. 08. 11. elbontva Mk48 2002 Gysz.: 013 1960. 07. 09. Nyíregyháza 1977. 08. 24. Debrecen üzemben Mk48 2003 Gysz.: 015 1960. 08. 03. Szeged 1960. 11. 29. Kecskemét 1968 Nyíregyháza 1971. 08. Debrecen 1978. 06. 28. Kiállítva Győr, KTMF 1988. 11. 25. Balatonfenyves 2013. 06. 15. tárolásra Dombóváron 2015. 06. 15. Balatonfenyves donor Mk48 2004 Gysz.: 016 1960. 10. 26. Szeged 1975 után Kecskemét 1995. 09. 20. selejtezés 1995 Szilvásvárad donor Mk48 2005 Gysz.: 018 1960. 09. Sárospatak 1961. 03. 12. Hűvösvölgy 1962. 11. Oroszlány ? Sárospatak 1977. 04. 13. Gyöngyös Átsz. D05-411 Átsz. 1989: Mk48 411 üzemben Mk48 2006 Gysz.: 017 1960. 09. 18. Nyíregyháza 1971. 09. 29. Debrecen üzemben Mk48 2007 Gysz.: 019 1960. 09. 30. Szeged 1971. 02. 01. Sárospatak 1977. 05. 03. Szilvásvárad Átsz. Mk48 403 2012: Hibrid üzemben Mk48 2008 Gysz.: 022 1960. 10. 05. Sárospatak 1973. 03. 31. Kecskemét 2013. 06. 15. Balatonfenyves üzemben Mk48 2009 Gysz: 021 1960. 10. 18. Nyíregyháza 1976. 09. 03. Debrecen 1976. 10. 10. Nyíregyháza 1977. 08. 24. Debrecen üzemben Mk48 2010 Gysz.: 020 1960. 10. 31. Békéscsaba 1960 Szeged 1964. 08. 25. Sárospatak 1977. 03. 31. Lillafüred Átsz. D02-506 üzemben M-8 (D02-508) Gysz.: 033 1961. Lillafüred M-8 Átsz. D02-508 üzemben Mk48 2011 Gysz.: 034 1961. 07. 01. Sárospatak 1977. 05. 06. Lillafüred Átsz: D02-510 üzemben Mk48 2012 Gysz.: 035 1961. 07. 07. Nyíregyháza 2009. 12. 12. letét 2016 Felcsút üzemben Mk48 2013 Gysz.: 036 1961. 08. 30. Nyíregyháza 1987. 07. Kecskemét 2014. 09. 07 Balatonfenyves üzemben Mk48 2014 Gysz.: 037 Mpr. 1961. 09. 01. Sárospatak 1981. 01. 14. Királyrét üzemben Mk48 2015 Gysz.: 038 1961. 08. 26. Orosháza Nyíregyháza 1961. Hűvösvölgy 1962. Kecskemét 1968. 09. 30. Nyíregyháza Csömödér üzemben Mk48 2016 Gysz.: 039 1961. 08. 23. Nyíregyháza 2009 12. 12. letét 2016 Felcsút üzemben Mk48 2017 Gysz.: 040 1961. 09. 14. Nyíregyháza 1966 Sárospatak 1981. 01. 14. Királyrét üzemben Átsz. : Mk48 2018 Mk48 2018 Gysz.: 041 Mpr. 1961. 09. 07. Nyíregyháza 1966. Sárospatak 1981. 01. 14. Királyrét 2013. 06. 28. Szilvásvárad, felújításra 2015. 06. 17. Királyrét üzemképtelen Mk48 2019 Gysz.: 042 1961. Cegléd 1964. Hűvösvölgy 1981. 01. 14. Királyrét 1994. 01. Zillertalbahn (Ausztria) Átsz.: D7 üzemben 2023. Királyrét - Magántulajdon (üzemben) | Mk48 2020 Gysz.: 043 1961. 11. 08. Sárospatak 1980. 12. Szob 1994 Nyíregyháza Selejtezve 1996. 02. 21. 1996. 09. Kiállítva Dombrád Mk48 2021 Gysz.: 044 1961. 11. 08. Sárospatak 1973. 03. Kecskemét Selejtezés 2007. 01. 17. Kecskemét 2007. 03. 26. Lillafüred 2010 hibrid üzemű teljes átépítés üzemben Mk48 2022 Gysz.: 045 1961. 11. 08. Sárospatak 1980. 12. Szob 1984 Kecskemét 2015. 06. 14. Balatonfenyves üzemben Mk48 2023 Gysz.: 046 1961. 11. 08. Sárospatak 1980. 05. 01. Szob 1994. 05. Nyíregyháza 2009 12. 12. letét Mk48 2024 Gysz.: 047 1961. 11. 14. Sárospatak 1980. 11. 30. Szob 1994. 05. Nyíregyháza 2009 12. 12. letét 2023.07. Gyermekvasút Mk48 2025 Gysz.: 048 1961. 11. 14. Nyíregyháza 2009 12. 12. letét 2016 Felcsút üzemben Mk48 2026 Gysz.: 049 1961. 11. 14. Nyíregyháza Kiállítva Nagyhalász Mk48 2027 Gysz.: 050 1961. 10. Debrecen 1977. 08. 31. Nyíregyháza 1981. 03. 14. Lillafüred Átsz. D02-501 üzemben Mk48 2028 Gysz.: 051 1961. 10. Debrecen 1977. 11. 15. Nyíregyháza 2009 12. 12. letét Mk48 2029 Gysz.: 052 1961. 10. Debrecen 1977. 08. 31. Nyíregyháza 1987. 06. 01. Szob 1994. 05. Nyíregyháza 2009 12. 12. letét Mk48 2030 Gysz.: 053 1961. 12. 14. Békéscsaba 1964 előtt Szeged 1972 után Kecskemét 2009 12. 12. letét 2020. 03. 11. Gyermekvasút Mk48 2031 Gysz.: 054 1961. 12. 14. Szeged 1969. 03. 20. Nyíregyháza 1976. 02. Kecskemét 1978. 05. 31. Királyrét üzemben Mk48 2032 Gysz.: 055 1961. 12. 14. Békéscsaba 1964. 04. 26. Sárospatak 1980. 12. 29. Gyöngyös Átsz D05-412>Mk48 412 2013. 04. Szilvásvárad felújítás 2014. 09. 01. Gyöngyös üzemben Mk48 2033 Gysz.: 056 1961. 12. 22. Cegléd Szeged 1974. 02. 01. Nyíregyháza 1995. 09. 18. selejt Mk48 2034 Gysz.: 057 1961. 12. Szeged Cegléd 1976. 02. 23. Gyöngyös Átsz. D05-409>Mk48 409 üzemben Mk48 2035 Gysz: 058 1961. 12. Szeged Cegléd 1976. 02. 23. Gyöngyös Átsz. D05-410 1989 Mk48 410 üzemben Mk48 2036 Gysz: 059 1961. 12. Szob 1961. Hűvösvölgy 1961. 10. 22. Cegléd Kecskemét 2009. 12. 12. letét Mk48 2037 Gysz: 060 1961. 12. 31. Szeged 1965. 02. 11.?/1971. 02. 20. Sárospatak 1980. 12. 29. Szilvásvárad 1981. 01. 07. Átsz: Mk48 404 üzemben Mk48 2038 Gysz: 061 1961. 12. 21. Kecskemét 1961.Hűvösvölgy 1963. 10. 08. Debrecen 1977. 10. 29. Nyíregyháza 1980. 12. 23. Kecskemét selejt Mk48 2039 Gysz: 062 1961. 12. 15. Sárospatak 1974. 05. 31. Szeged 1980. Kecskemét 1983. 08. 15. selejt |

## Dízel-hidraulikus változat

### Dízelmotor
A járműben eredetileg egy Ganz-Jendrassik Js 135/170 típusú hathengeres négyütemű, előkamrás, soros motor van, azonban a 70-es évek elején Remotorizálva lettek Rába-MAN Hathengeres dízelmotorral. Névleges teljesítménye 100 kW, fordulatszáma 1500 1/min, fogyasztása maximális terhelés mellett óránként 25,1 kg.

### Hajtómű
A váltókat a Voith cég gyártotta, ami egy hidraulikus nyomatékmódosítóból és a hozzá kapcsolódó kétfokozatú sebességváltóból áll. A gyár neve ismerős lehet, hiszen az IKARUS buszokba is ők gyártották a váltót. A fokozatváltó az irányváltóval egybeépített. Az elosztóhajtóművek kardántengellyel hajtják a tengelyhajtóműveket.

### Forgóváz
A forgóváz hosszgerendái szekrénytartós szerkezetűek, könnyítő kivágásokkal.
Rugózása egylépcsős, de többszörös és összetett.
A tengelyek távolsága 1700 mm, a forgótányérok távolsága 4000 mm.
A jármű által bejárható legkisebb ívsugár 50 m.

### Fékrendszer
A mozdonyok kézifékkel és légfékkel is rendelkeznek.
A kézifék a hátsó forgóvázat fékezi.
A légfékberendezés működtetésére egy hatállású önműködő Knorr fékezőszelep és két háromállású nem önműködő fékezőszelep van.
A beépített GI típusú légsűrítő percenként 75 l, 8 bar nyomású sűrített levegőt termel.

## Hibrid változat

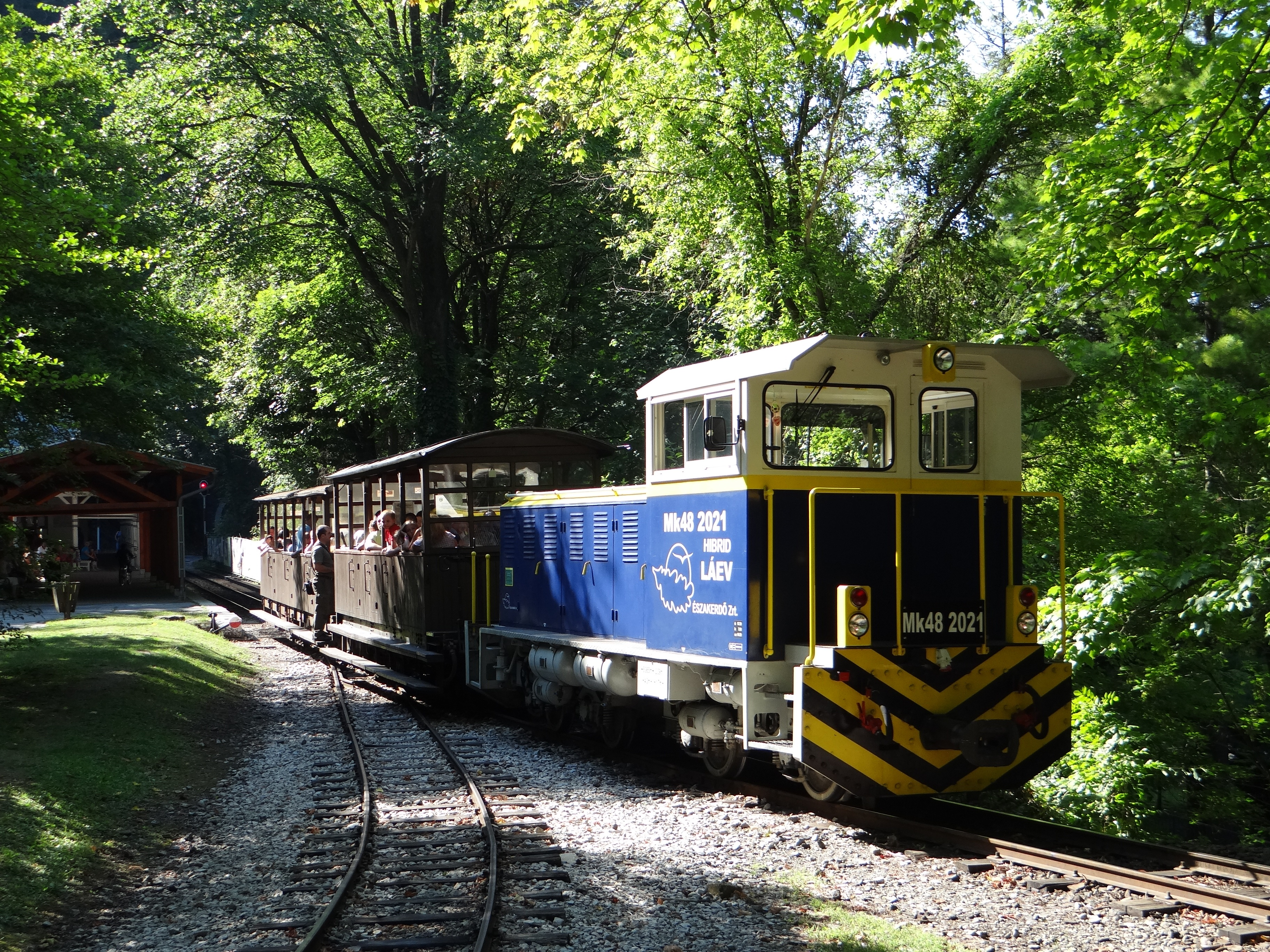
Lillafüredi hibrid. Itt már nincs jelen az Mk48-as mozdonyoknál megszokott rövidebbik vég

Egy 230 millió Ft-os ökoturisztikai fejlesztés részeként a magyarországi Északerdő Zrt. tulajdonában levő Lillafüredi Állami Erdei Vasút 90%-os Európai Uniós támogatással magyarországi vasúti járművek felújítását tervező és végző cégek kooperációjában a vasúti közlekedés megindításának 90. évfordulójára elkészíttette a világ első 760 mm nyomtávú dízel-hibrid hajtásrendszerrel rendelkező mozdonyát. A jármű koncepciója az elérhető hajtási megoldásokkal korszerű, a hegyi vasút pályaviszonyaira gazdaságos üzemeltetés lehetőségét biztosító és a fokozottan védett karsztrendszer miatt környezetvédelmi szempontból is példaértékű működési elvre épült. Alacsonyabb üzemeltetési, karbantartási költségek mellett a fékezési energia egy részének visszanyerésével energia megtakarítást és a környezetbarát működés lehetőségét adja, ami a hibrid hajtás alkalmazásával volt elérhető. A hibrid mozdony egy 50 éves Mk48-as mozdony alvázára készült. Ugyan még mindig az Mk48 2021-es pályaszámot viseli, de annak a mozdonynak az alvázát leszámítva az összes részét lecserélték.
A másik hibrid mozdony Szilvásváradon van, a vasutat üzemeltető Egererdő szintén pályázati úton újított meg egy mozdonyt. Működési elve hasonló, de ennél a mozdonynál messziről nézve nem feltűnő a változtatás, a kocsiszekrény eredeti maradt.

### Működési elve az átalakítás után
Az alap mozdony beépített teljesítménye, futóműve, a Knorr rendszerű fékberendezése az átalakítással nem változott. A mozdony vontatási energia ellátására egy Cummins dízelmotorral hajtott 400 V-os váltakozó feszültségű generátor szolgál. A dízelaggregátor állandó névleges villamos teljesítménye 145 kW. A váltakozó áramú generátor egyenirányítón keresztül tölti a nagy tároló képességű lítium-vasfoszfát (LiFePO4) akkumulátorokat, illetve képes az áramirányítón keresztül a 2 db folyadékhűtésű állandó mágneses szinkron motor meghajtására. A villamos vontatómotorok egy iker- (egymástól független) fordulatszám csökkentő hajtóművön keresztül külön-külön hajtják a forgóvázak eredeti tengelyhajtóműveit. A mozdony vontatási célra leadható teljesítménye 130 kW.
A jármű három üzemmódban képes üzemelni:
- Hibrid üzemmód: A vontatómotorok a váltakozó feszültségű generátorról és az akkumulátortól együtt kapják a vontatáshoz szükséges energiát,
- Akkumulátoros üzemmód: A vontatómotorok csak az akkumulátortól kapnak energiát,
- Dízel-elektromos üzemmód. A vontatómotorok csak a dízelmotortól a váltakozó feszültségű generátoron át kapják az energiát.

A fékberendezés és egyéb segédüzemi berendezéseket 10 bar nyomású elektromos meghajtású csavarkompresszor látja el. A hajtás és a jármű teljes vezérlésére korszerű mikroprocesszoros elektronikus járművezérlő berendezés szolgál. A járművezérlő felügyeli a jármű energiagazdálkodását, biztosítja a vonó és fékerők Z-V jelleggörbe szerinti szabályozását, a vezetési parancsok lekezelését a vezetőfülke kezelőszervektől.

### Villamos üzemi fék
A járművezérlő szabályozza az erdei lejtős vonalszakaszokon villamos fékezés alkalmazhatóságával az akkumulátorok töltését, az energia-visszatáplálást. A féküzemben visszatáplálással az Északerdő Zrt. LÁEV vasúti pályáin kb. 20-30%-os energia megtakarítás is elérhető. A beépített villamos berendezések karbantartásmentesek, a dízel aggregátor korszerű motorja csak minimális karbantartási műveleteket igényel.

### Megújult vezetőállás
Az átalakítással az eredeti mozdonyhoz képest nagyobb vezetőállás lett kialakítva. A mozdony vezetőfülkéjét kétirányú vezetéshez ergonómiailag áttervezték. A vezetőfülkébe beépített kezelőszervek a legkorszerűbb nagyvasúti járműveken alkalmazott típusúak lettek. A járművezérlő berendezés jelzéseit, információit központi LCD kijelző DMI-funkcióként (drivers-machine interface) jeleníti meg, támogatva a mozdonyvezető munkáját. A jármű géptere, vezetőfülkéje a megújult műszaki tartalomhoz illeszkedően korszerű, ugyanakkor egyszerű vonalakkal felépített, mutatva a jármű korszerű képességeit.
A mozdony fő műszaki adatai:
- Sorozat: Mk48K (korszerűsített)
- Beépített teljesítmény: 175 KW
- Vontatási célú teljesítmény: 130 kW
- Vontatási feszültségszint: 400 V
- Vezérlési feszültségszint: 24 DC
- A mozdony teljes tömege: 17,5 t
- A mozdony teljes hossza: 8965 mm
- Legnagyobb szélessége: 2390 mm
- Legnagyobb magassága: 3415 mm
- Legnagyobb konstrukciós sebessége: 50 km/h
- Megengedett sebesség a LÁEV vonalain: 30 km/h
- Fékberendezés: villamos visszatápláló fék, Knorr folytatólagos, kiegészítőfék, mechanikus állvatartófék
- A legnagyobb vontatható tömeg 38 ezrelékes emelkedőn: 30 tonna

A 760 mm-es nyomtávú mozdony 9 hónap alatt épült fel és megkapta az üzemengedélyt, majd menetrendszerű forgalomba állt az utasok nagy örömére és tetszésére. A mozdony első menetrendi vonatát a LÁEV 90. évfordulóján 2010. november 14-én továbbította. Üzemi tapasztalatai igen kedvezőek. A Dorottya úti indulóállomásunktól Garadna végállomásig hibrid üzemmódban vontatja a szerelvényét. Garadnáról vissza (hegyről lefele) közlekedve tisztán akkumulátoros üzemmódban képes a mozdony a szerelvényét vontatni. Így nem terheli a környezetet, mivel a dízelmotor nem üzemel és csak a jármű futóművének gördülési zaja mérhető illetve hallható.